# U 94 (U-Boot, 1917)
U 94  war ein diesel-elektrisches U-Boot der deutschen Kaiserlichen Marine, das im Ersten Weltkrieg zum Einsatz kam.

## Einsätze
U 94 lief am 5. Januar 1917 bei der Germaniawerft in Kiel vom Stapel und wurde am 3. März 1917 in Dienst gestellt. Ab April 1917 war das Boot der IV. U-Flottille in Emden und Borkum zugeordnet.
U 94 führte während des Ersten Weltkriegs neun Unternehmungen im östlichen Nordatlantik durch. Dabei wurden 19 Handelsschiffe mit einer Gesamttonnage von 60.260 Bruttoregistertonnen (BRT) versenkt. Außerdem wurde ein Kriegsschiff von 1.250 BRT versenkt. Neben zivilen Schiffen der Kriegsgegner wurden auch Schiffe unter Flaggen neutraler Länder angegriffen.
Das größte von U 94 versenkte Schiff war das britische Frachtschiff Hurunui mit 10.644 BRT. Die Hurunui wurde am 18. Mai 1918 auf ihrer Fahrt von Wellington nach London etwa 48 Meilen südwestlich von Kap Lizard torpediert. Dabei kam eine Person ums Leben. Etwas größer war der britische Truppentransporter Haverford, der am 26. Juni 1917 westlich von Schottland angegriffen wurde. Dabei starben acht Besatzungsmitglieder. Das mit 11.635 BRT vermessene Schiff konnte jedoch auf Grund gesetzt werden und wurde wieder seetüchtig gemacht.
Am 20. Juni 1917 versenkte U 94 die als U-Boot-Falle operierende britische Sloop Salvia (1.250 BRT) westlich von Irland. Der Kommandant der Salvia wurde gefangen genommen. Fünf Menschen kamen ums Leben.

## Verbleib
U 94 überstand den Krieg. Am 20. November 1918 wurde das Boot an das Vereinigte Königreich ausgeliefert. Die Verschrottung erfolgte in den Jahren 1919 bis 1920 im schottischen Bo’ness.

## Kommandanten
- Kapitänleutnant Alfred Saalwächter: 3. März 1917 bis 24. März 1918
- Oberleutnant zur See Martin Schwab: 25. März 1917 bis 11. November 1918